# Macédoine aux Jeux olympiques d'hiver de 2006
Cet article contient des informations sur la participation et les résultats de la Macédoine aux Jeux olympiques d'hiver de 2006 à Turin en Italie. La Macédoine était représentée par trois athlètes.

## Épreuves

### Ski alpin
Hommes
- Gjorgi Markovski

Femmes
- Ivana Ivcevska

### Ski de fond
- Darko Damjanovski